# 布基·施华滋
布基·施华滋(英語：Buky Schwartz；1932年6月16日—2009年9月1日)是以色列的一位艺术家。

## 生平
布基施华滋在特拉维夫和纽约这2个城市生活和工作，在70年代初，布基施华滋开始将镜子放在雕塑裡面，從不同角度去反射出雕塑完整或部分的结构。
到70年代中，他开始制作“组合影像”，组合影像就是将同一空间裡面不同形狀的投射影像视為一个完整的影像。布基施华滋的錄像作品，在美国被广泛认為是媒体界發展中的一個重要里程碑。(備註由紐約惠特尼美术馆的錄像部館長提供, 引述于以色列博物館的藝術家目錄中)

## 學歷
- 1957-59 Avni美術學院 特拉维夫
- 1959-62 中央聖馬丁藝術與設計學院,倫敦

## 教學
- 1966-67 中央聖馬丁藝術與設計學院,倫敦

## 獎項
- 1961 塞恩斯伯里獎,塞恩斯伯里,英國
- 1962 德國評論家協會獎, 德國評論家協會, 柏林, 德國
- 1965 迪岑哥夫獎,特拉維夫博物館
- 1971 Urban Symposium Purchase Award, Nuremberg Urban Symposium
- 1980 夥伴關係,社區藝術合作計畫, 紐約,美國
- 1983 录像艺术奖,紐約州藝術基金協會,紐約, 美國
- 1983 藝術家駐村計畫, 大西洋中部藝術基金會,美國
- 1987 Guggenheim Award, Guggenheim, New York ,USA
- 1988 Sculpture Grant, National Endowment for the Arts,USA
- 1989 Annual International Prize for Video Sculpture, L'immagine Elettronica, Italy
- 1990 Grant for Publication, Guggenheim, NewYork, USA
- 1991 Painting and sculpture prize, Ministry of Culture and Education
- 1992 录像艺术奖,波洛克艺术奖
- 1995 architect Arie El Hanani, Tel Aviv, Prize for Integration of Art and architecture.
- 約書亞維茨藝術基金，憑羅斯柴爾德大道的著色鋼鐵雕塑獲得

## 戶外/公共藝術品
- 1998 環境雕塑, 拉那那夏普爾
- 2001 12月"李奧納多" 拉馬特 普力, 内坦亚
- 1963-64 “Altars and Water Channels”, 以色列魏茨曼科學研究學院 (雷霍沃特)
- 著色鋼鐵雕塑，特拉维夫，羅斯柴爾德大道

## 画廊

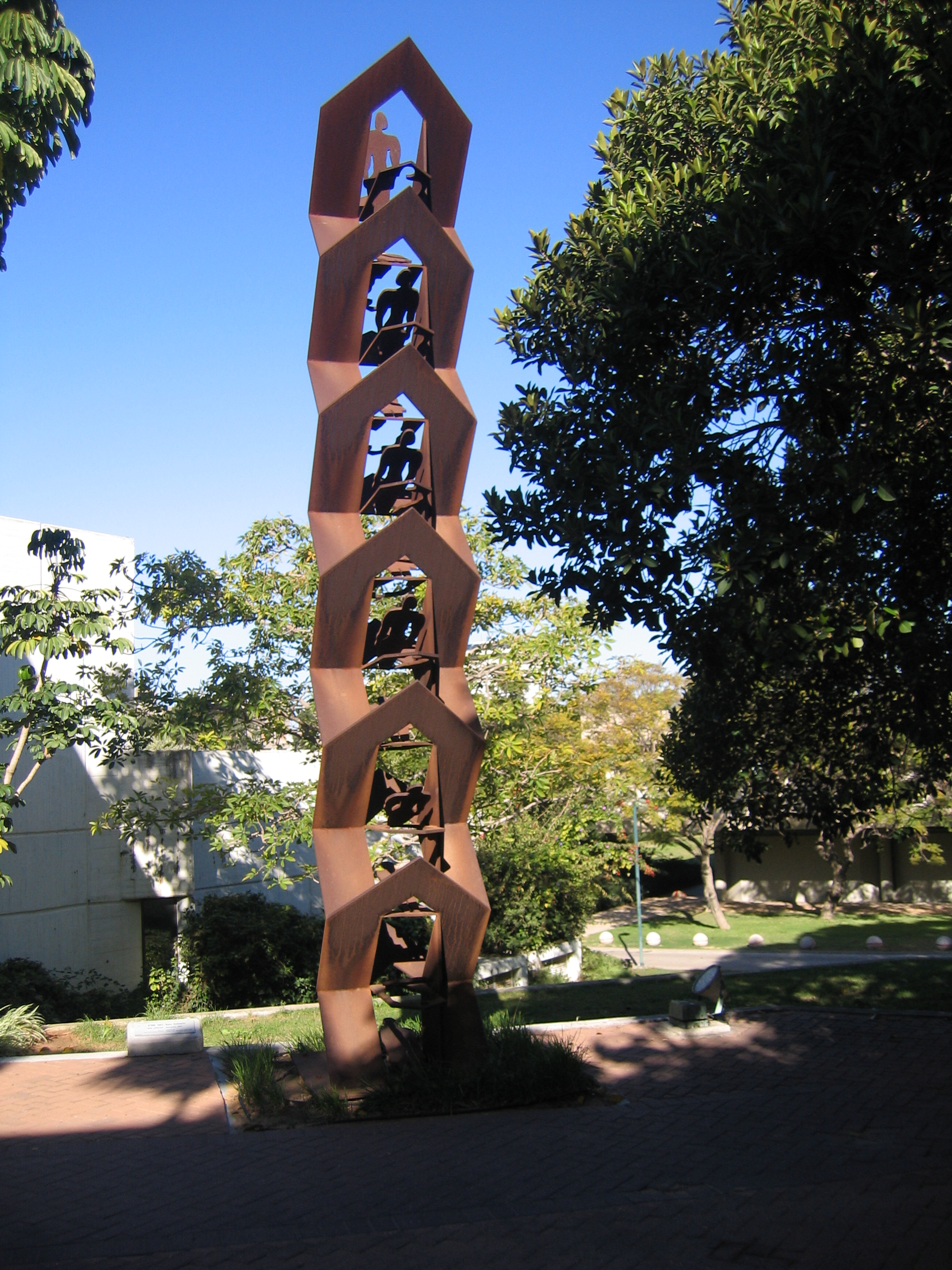
’Metropolis’, 1990 , Tel Aviv University, Tel Aviv, Israel
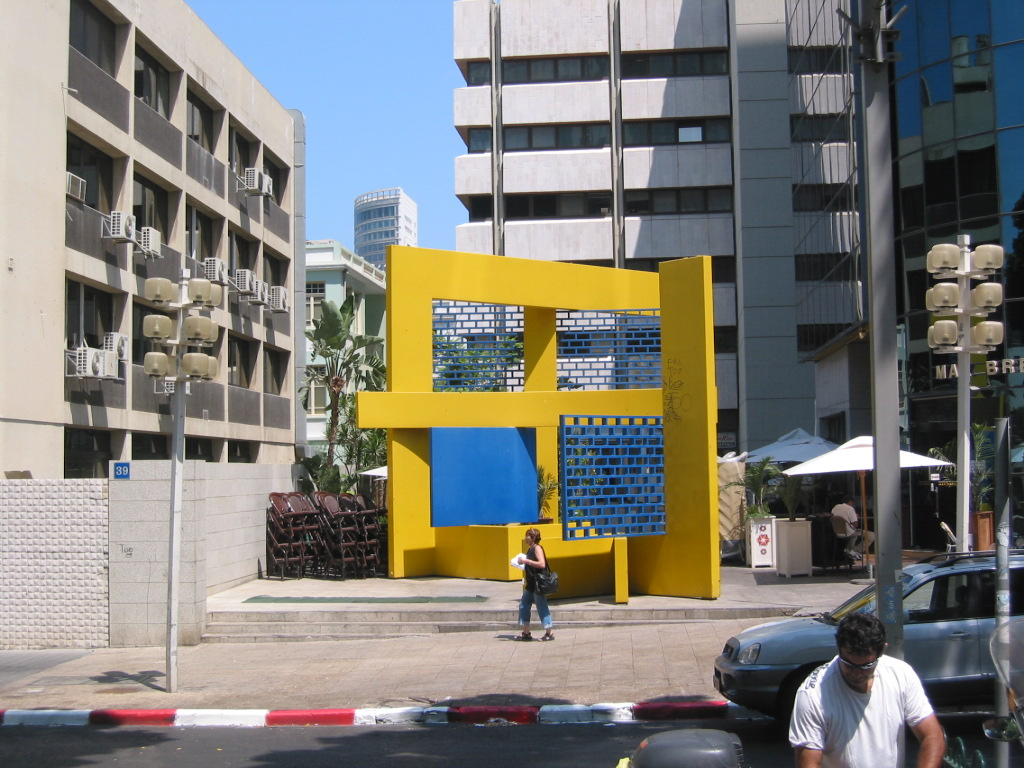
In Rothschild Boulevard, Tel Aviv, Israel
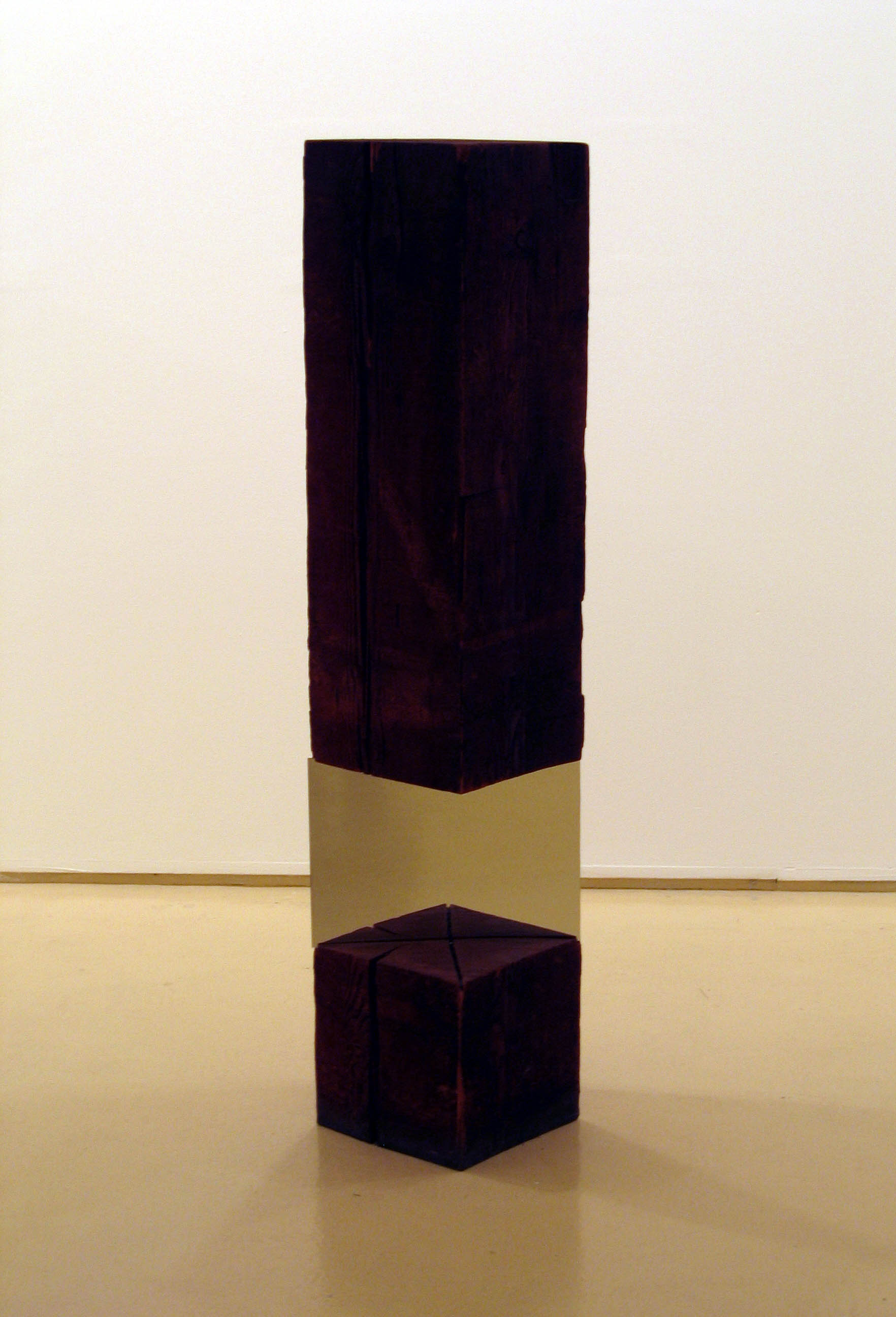
’Levitation’, 1976
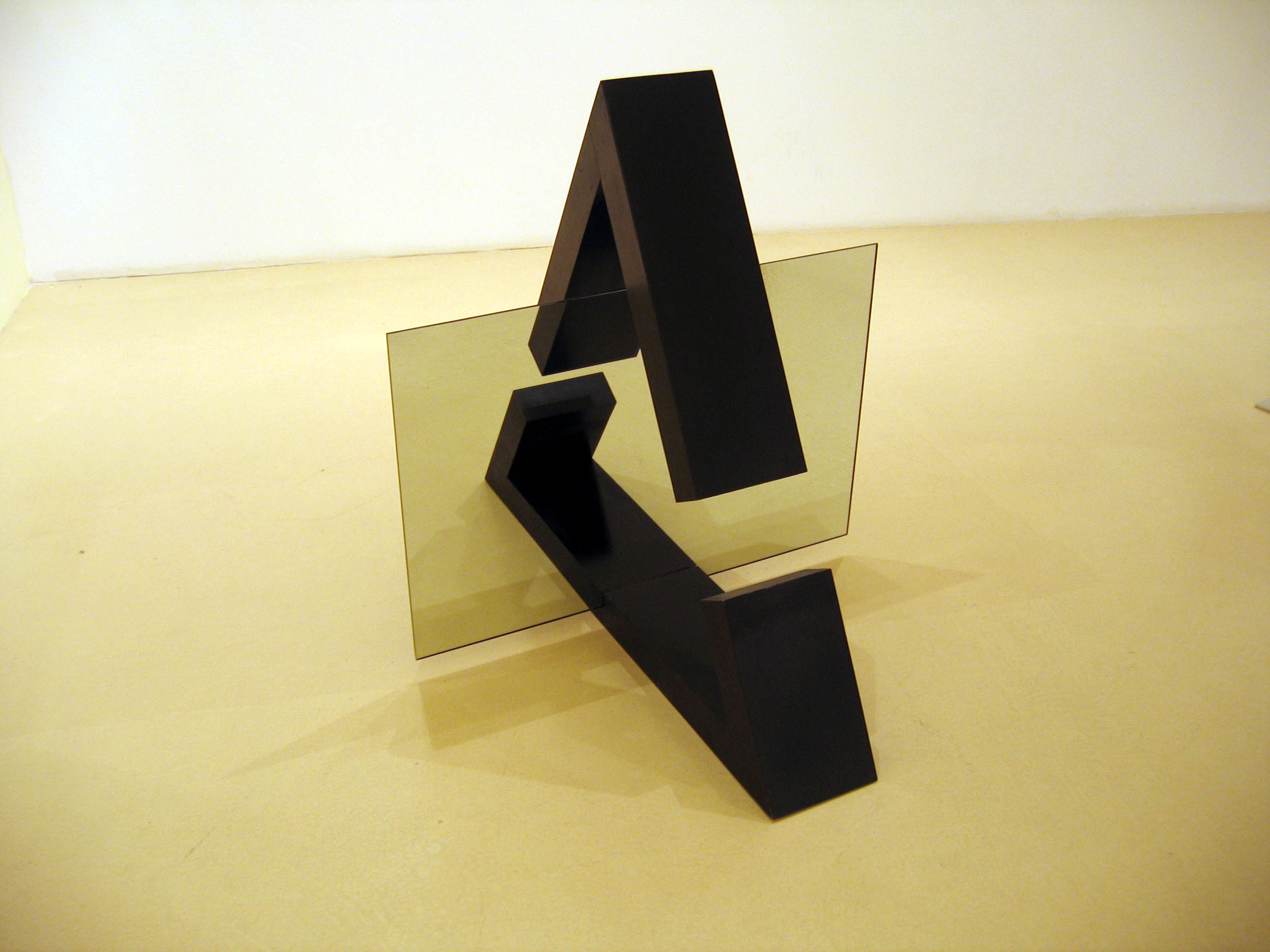
’Reflection Triangle’, 1980
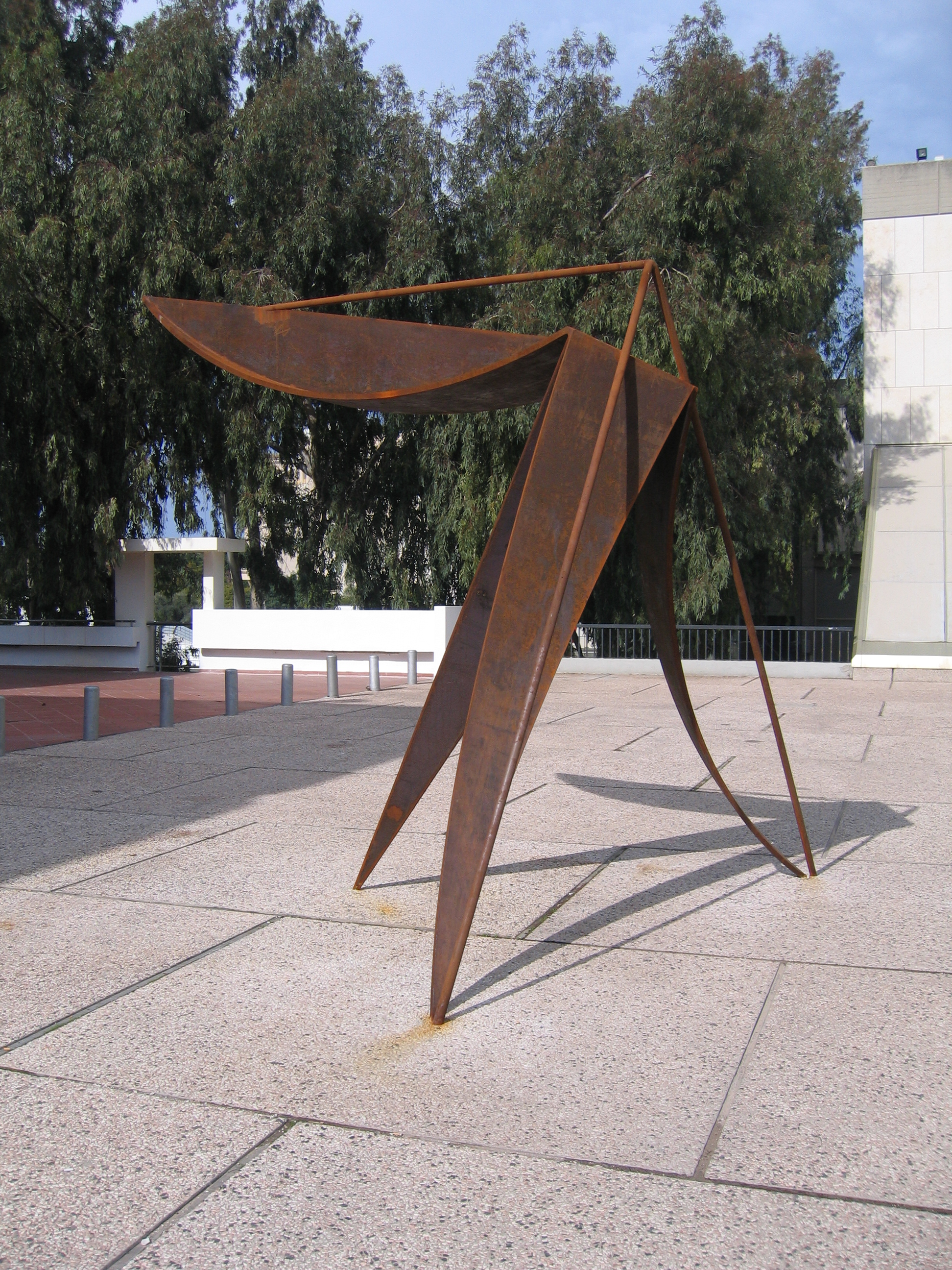
'Mosquito', 2007, Tel Aviv Museum of Art, Tel Aviv, Israel

## 外部連結
- 官方网站 （页面存档备份，存于）
- 布基·施华滋在以色列國家博物館上的相關頁面
- 布基·施华滋在以色列博物館的資料庫上的個人信息